# Cliff DeYoung
Cliff DeYoung, all'anagrafe Clifford Tobin DeYoung (Los Angeles, 12 febbraio 1945), è un attore statunitense.

## Filmografia parziale

### Cinema
- Harry e Tonto (Harry and Tonto), regia di Paul Mazursky (1974)
- Tuta blu (Blue Collar), regia di Paul Schrader (1978)
- Shock Treatment, regia di Jim Sharman (1981)
- Independence Day, regia di Robert Mandel (1983)
- Miriam si sveglia a mezzanotte (The Hunger), regia di Tony Scott (1983)
- Amare con rabbia (Reckless), regia di James Foley (1984)
- Protocol, regia di Herbert Ross (1984)
- L'ammiratore segreto (Secret Admirer), regia di David Greenwalt (1985)
- F/X - Effetto mortale (F/X), regia di Robert Mandel (1986)
- Navigator (Flight of the Navigator), regia di Randal Kleiser (1986)
- Pulse - Scossa mortale (Pulse), regia di Paul Golding (1988)
- Brusco risveglio (Rude Awakening), regia di David Greenwalt e Aaron Russo (1989)
- Glory - Uomini di gloria (Glory), regia di Edward Zwick (1989)
- Flashback, regia di Franco Amurri (1990)
- Dr. Giggles, regia di Dr. Giggles (1992)
- Carnosaur 2, regia di Louis Morneau (1995)
- L'ora della violenza (The Substitute), regia di Robert Mandel (1996)
- Giovani streghe (The Craft), regia di Andrew Fleming (1996)
- Suicide Kings, regia di Peter O'Fallon (1997)
- Road to Nowhere, regia di Monte Hellman (2010)
- Wild, regia di Jean-Marc Vallée (2014)

### Televisione
- Sunshine – serie TV, 13 episodi (1975)
- La notte in cui l'America ebbe paura (The Night That Panicked America), regia di Joseph Sargent – film TV (1975)
- Il caso Lindbergh (The Lindbergh Kidnapping Case), regia di Buzz Kulik – film TV (1976)
- Tiger man bersaglio umano (The 3,000 Mile Chase), regia di Russ Mayberry – film TV (1977)
- Colorado (Centennial) – serie TV, 10 episodi (1978-1979)
- Il risveglio di Candra (The Awakening of Candra), regia di Paul Wendkos – film TV (1983)
- Attrazioni omicide (Deadly Intentions), regia di Noel Black – film TV (1985)
- Ai confini della realtà (The Twilight Zone) – serie TV, episodio 2x12 (1986)
- Matlock – serie TV, 2 episodi (1987)
- La sera del ballo (Dance 'Til Dawn), regia di Paul Schneider – film TV (1988)
- La casa dei piccioni viaggiatori (Where Pigeons Go to Die), regia di Michael Landon – film TV (1990)
- Il sapore dell'inganno (Fourth Story), regia di Ivan Passer – film TV (1991)
- La signora in giallo (Murder, She Wrote) – serie TV, 3 episodi (1988-1992)
- Crimini di famiglia (Criminal Behavior), regia di Michael Miller – film TV (1992)
- Nails - Un poliziotto scomodo (Nails), regia di John Flynn – film TV (1992)
- Un amore di fantasma (Love Can Be Murder), regia di Jack Bender – film TV (1992)
- X-Files (The X-Files) – serie TV, episodio 1x01 (1993)
- Heaven & Hell: North & South, Book III – miniserie TV (1994)
- RoboCop (Robocop: The Series) – serie TV, 4 episodi (1994)
- Amore e inganno (An Element of Truth), regia di Larry Peerce – film TV (1995)
- Relativity – serie TV, 17 episodi (1996-1997)
- Un detective in corsia (Diagnosis: Murder) – serie TV, 3 episodi (1995-1997)
- The Practice - Professione avvocati (The Practice) – serie TV, 3 episodi (1998)
- Melrose Place – serie TV, episodi 6x25-6x26-6x27 (1998)
- JAG - Avvocati in divisa (JAG) – serie TV, 4 episodi (1995-1998)
- Intenzione premeditata (Deliberate Intent), regia di Andy Wolk – film TV (2000)
- Path to War - L'altro Vietnam (Path to War), regia di John Frankenheimer – film TV (2002)
- Un amore per sempre (Love's Enduring Promise), regia di Michael Landon Jr. – film TV (2004)
- Febbre d'amore (The Young and the Restless) – soap opera, 4 puntate (2007)
- Grey's Anatomy – serie TV, 2 episodi (2008)

## Doppiatori italiani
Nelle versioni in italiano delle opere in cui ha recitato, Cliff DeYoung è stato doppiato da:
- Giorgio Locuratolo in The Tommyknockers - Le creature del buio, Alias
- Diego Michelotti in Colorado
- Romano Ghini in Miriam si sveglia a mezzanotte
- Massimo Rinaldi in Amare con rabbia
- Claudio De Davide in L'ammiratore segreto
- Antonio Colonnello in Robert Kennedy
- Saverio Moriones in Navigator
- Roberto Chevalier in Matlock
- Romano Malaspina in La sera del ballo
- Marco Mete in Pulse - Scossa mortale
- Massimo Giuliani in La signora in giallo (ep. 4x16)
- Oliviero Dinelli in La signora in giallo (ep. 5x05)
- Fabrizio Pucci in La signora in giallo (ep. 8x21)
- Sandro Iovino in Glory - Uomini di gloria
- Carlo Valli in Flashback
- Fabrizio Temperini in X-Files
- Maurizio Romano in Star Trek: Deep Space Nine
- Stefano Benassi in RoboCop
- Luca Dal Fabbro in Dr. Giggles
- Mino Caprio in L'ora della violenza
- Alessandro Rossi in CSI - Scena del crimine
- Paolo Bessegato in Wild